# Jason LaBarbera
Antonio Jason LaBarbera (* 18. Januar 1980 in Burnaby, British Columbia) ist ein ehemaliger kanadischer Eishockeytorwart und derzeitiger -trainer. Er absolvierte 187 Spiele in der National Hockey League, vor allem für die Los Angeles Kings und Phoenix Coyotes, und erhielt zudem diverse persönliche Auszeichnungen in der American Hockey League.

## Karriere
Jason LaBarbera begann seine Karriere 1996 in der kanadischen Juniorenliga Western Hockey League bei den Portland Winter Hawks. Im Sommer 1998 wurde er von den New York Rangers im NHL Entry Draft 1998 in der dritten Runde an Position 66 ausgewählt. Zwei Jahre spielte er noch in der WHL, bevor er in die NHL wechselte.
Im Oktober 2000 kam er zum ersten Mal für die Rangers zum Einsatz, allerdings nur für zehn Minuten. Danach spielte er in der East Coast Hockey League bei den Charlotte Checkers und in der American Hockey League für das Hartford Wolf Pack, beides Farmteams der Rangers. Den Großteil spielte er aber in Hartford. 2004 wurde er als bester Torhüter und wertvollster Spieler (MVP) der AHL ausgezeichnet. Im Jahr darauf erhielt er die Trophäe für den geringsten Gegentordurchschnitt der Liga.
Erst im November 2003 absolvierte er sein zweites NHL-Spiel und ließ während der Saison noch drei weitere folgen. Im Sommer 2004 lief sein Vertrag in New York aus, aber er erhielt einen neuen bei den Hartford Wolf Pack in der AHL.

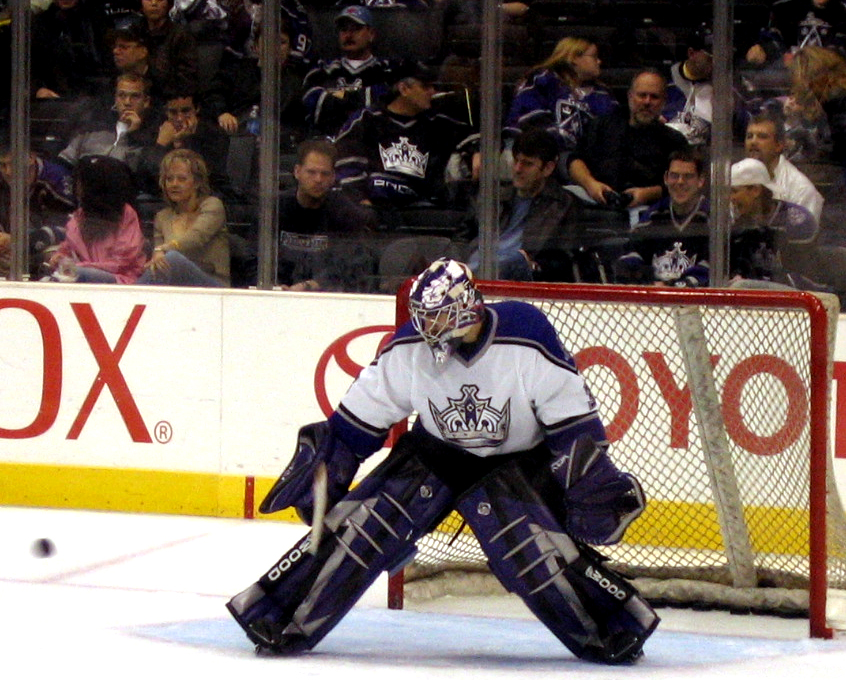
LaBarbera im Trikot der Los Angeles Kings

Im Herbst 2005 unterschrieb er einen Zwei-Jahres-Vertrag bei den Los Angeles Kings. Er absolvierte die Saison als Back-up-Goalie von Mathieu Garon, kam 29 Mal zum Einsatz und schaffte im letzten Spiel der Saison seinen ersten NHL-Shutout. Es war gleichzeitig auch das letzte Spiel in der Karriere von Luc Robitaille, eine der Größen im Team der Kings.
Für die Saison 2006/07 verpflichtete Los Angeles mit Dan Cloutier einen weiteren erfahrenen Torhüter und LaBarbera musste in die AHL zu den Manchester Monarchs, dem Farmteam der Kings, wo er Stammtorhüter wurde. In Manchester entwickelte er sich zu einem sehr starken Rückhalt und erhielt am Ende der Saison erneut den Aldege „Baz“ Bastien Memorial Award als bester Torhüter der Saison sowie den Harry „Hap“ Holmes Memorial Award für die wenigsten Gegentreffer.
Ab 2009 spielte er für die Phoenix Coyotes. Im Juli 2013 unterzeichnete LaBarbera einen Einjahresvertrag bei den Edmonton Oilers. Im November 2013 wurde LaBarbera dann auf den Waiver gesetzt, um ihn anschließend an die Oklahoma City Barons, das AHL-Farmteam der Oilers, zu transferieren. Im Dezember 2013 wurde er zu den Chicago Blackhawks transferiert. Anfang Juli 2014 unterzeichnete LaBarbera einen Einjahresvertrag bei den Anaheim Ducks. Dieser wurde in der Folge nicht verlängert, sodass sich LaBarbera den Philadelphia Flyers anschloss und dort bis zum Saisonende für die Lehigh Valley Phantoms spielte.
Nach der Saison 2015/16 verkündete LaBarbera das Ende seiner aktiven Karriere und wechselte in den Trainerstab der Calgary Hitmen aus der Western Hockey League, bei denen er fortan als Torwarttrainer tätig ist.

## Rekorde
- Jason LaBarbera stellte am 13. Februar 2004 mit seinem zehnten Shutout in der Saison 2003/04 einen neuen AHL-Rekord auf. Im restlichen Verlauf der Saison konnte er seinen Rekord auf 13 Shutouts ausweiten.

## Erfolge und Auszeichnungen
| - 1998 Teilnahme am CHL Top Prospects Game - 1998 Memorial-Cup-Gewinn mit den Portland Winter Hawks - 2004 Aldege „Baz“ Bastien Memorial Award - 2004 Les Cunningham Award - 2004 AHL First All-Star Team - 2005 Teilnahme am AHL All-Star Classic | - 2005 Harry „Hap“ Holmes Memorial Award (gemeinsam mit Stephen Valiquette) - 2007 Teilnahme am AHL All-Star Classic - 2007 Aldege „Baz“ Bastien Memorial Award - 2007 Harry „Hap“ Holmes Memorial Award - 2007 AHL First All-Star Team |

## NHL-Statistik
(Legende zur Torhüterstatistik: GP oder Sp = Spiele insgesamt; W oder S = Siege; L oder N = Niederlagen; T oder U oder OT = Unentschieden oder Overtime- bzw. Shootout-Niederlage; Min. = Minuten; SOG oder SaT = Schüsse aufs Tor; GA oder GT = Gegentore; SO = Shutouts; GAA oder GTS = Gegentorschnitt; Sv% oder SVS% = Fangquote; EN = Empty Net Goal; 1 Play-downs/Relegation; Kursiv: Statistik nicht vollständig)